# Madden Football 64
Madden Football 64 és un videojoc de futbol americà. Aquest és el primer videojoc de Madden per la Nintendo 64.
El videojoc hi ha els comentaristes de Pat Summerall i John Madden.

## Llicència
En aquesta edició no s'usen els noms i logotips de la NFL. En comptes d'això s'usen els colors dels equips, i el nom de l'equip a sobre en blanc, acompanyat de jugadors amb uniformes. El Pro Bowl es coneix com a "Madden Bowl", i la Super Bowl com "EAS Championship". Tanmateix, el joc té una llicència amb l'Associació de jugadors de la NFL, de manera que els noms reals dels jugadors estan presents al joc. El joc no va aconseguir obtenir una llicència de la NFL com a competidor per a la Nintendo 64 aquest any, el NFL Quarterback Club 98 d'Acclaim Entertainment havia adquirit tots els drets de llicència i Electronic Arts no va ser capaç d'obtenir la llicència de la NFL per utilitzar els noms reals de l'equip a la seva sortida. Aquest joc és, fins llavors, el darrer joc de la franquícia Madden que no tenia una llicència completa de la NFL.
Es refereix als equips només per ciutat, normalment la ciutat on es troba l'estadi de l'equip de la vida real. Els New England Patriots es refereixen a com "Foxboro", els Tennessee Oilers com a "Nashville", l'Arizona Cardinals com a "Phoenix", els Minnesota Vikings com a "Minneapolis", els Tampa Bay Buccaneers simplement com a "Tampa", els Carolina Panthers com a "Charlotte", i un equip històric, els Los Angeles Rams denominat "Anaheim". Es modifiquen els uniformes de l'equip; tots els uniformes tenen pantalons blancs, els colors del casc solen ser alterats per ser diferents de les samarretes (només la samarreta i casc domèstic dels Denver Broncos són del mateix color), i fins i tot alguns colors ja diferents es canvien – El casc de Foxboro en aquest joc és vermell i el de Charlotte és blau de Carolina, quan en la vida real tots dos eren de plata.

## Rebuda
Next Generation va revisar la versió de Nintendo 64 del joc, qualificant-la de dues estrelles sobre cinc, i va afirmar que "malgrat la seva falta de mèrits com a joc de futbol seriós, Madden 64 és el joc de futbol més ràpid de N64 i, per tant, és lleugerament millor que QBC 64 com a joc d'arcade."
IGN va donar Madden Football 64 un bon 7,8 sobre 10 comentant "Aquest joc té autèntics models en 3D que animen de manera creïble els noms reals dels jugadors d'equip mapats a la samarreta. Sorprenentment, fer el salt al 3D no ha tingut cap desavantatge real del joc en termes de desacceleració o problemes tècnics. Aquest joc es mou tan bé com els seus predecessors i sembla molt millor".